# Very 'eavy... Very 'umble
Very 'eavy... Very 'umble er debutalbummet fra det britiske hård rock-band Uriah Heep. Det blev udgivet i USA som Uriah Heep med alternativt artwork i omslaget og med "Bird of Prey" i stedet for "Lucy Blues."
Albummet blev generelt kritiseret af mainstream-anmelderne ved sin udgivelse, selvom det siden er blevet anerkendt som en tidlig klassiker indenfor heavy metal-genren. Den mest kendte kritik kom fra Rolling Stones anmelder Melissa Mills, som begyndte sin anmeldelse med "Hvis denne gruppe klarer sig, bliver jeg nødt til at begå selvmord. Fra den første tone ved du at du ikke ønsker at høre mere." 

## Spor
1. "Gypsy" (Box, Byron)	– 6:37
2. "Walking in Your Shadow" (Byron, Newton) – 4:31
3. "Come Away Melinda" (Hellerman, Minkoff) – 3:46
4. "Lucy Blues" (Box, Byron) – 5:08
5. "Dreammare" (Newton) – 4:39
6. "Real Turned On (Box, Byron, Newton) –	 3:37
7. "I'll Keep on Trying (Box, Byron) – 5:24
8. "Wake Up (Set Your Sights) (Box, Byron) – 6:22

Amerikanske udgivelse
1. "Gypsy" (Box, Byron)	– 6:37
2. "Walking in Your Shadow" (Byron, Newton) – 4:31
3. "Come Away Melinda" (Hellerman, Minkoff)	– 3:46
4. "Bird Of Prey" (Box, Byron, Hensley, Newton)	– 4:05
5. "Dreammare" (Newton) – 4:39
6. "Real Turned On (Box, Byron, Newton) –	 3:37
7. "I'll Keep on Trying (Box, Byron) – 5:24
8. "Wake Up (Set Your Sights) (Box, Byron) – 6:22

## Musikere
- David Byron – Vokal
- Ken Hensley – piano, orgel, mellotron, slideguitar,  vokal
- Mick Box – lead og akustisk guitar, vokal
- Paul Newton – bas, vokal
- Nigel Olsson – trommer

- Alex Napier – trommer (spor 1–3, 6–8)
- Colin Wood – keyboards ("Come Away Melinda", "Wake Up (Set Your Sights)")
- Keith Baker – trommer ("Bird of Prey")

## Fodnoter
1. ↑  Mills, Melissa (1. oktober 1970). "Uriah Heep: Music Reviews". Rolling Stone. Arkiveret fra originalen 30. april 2009. Hentet 2006-12-06.

Skabelon:Uriah Heep